# Super Scooper

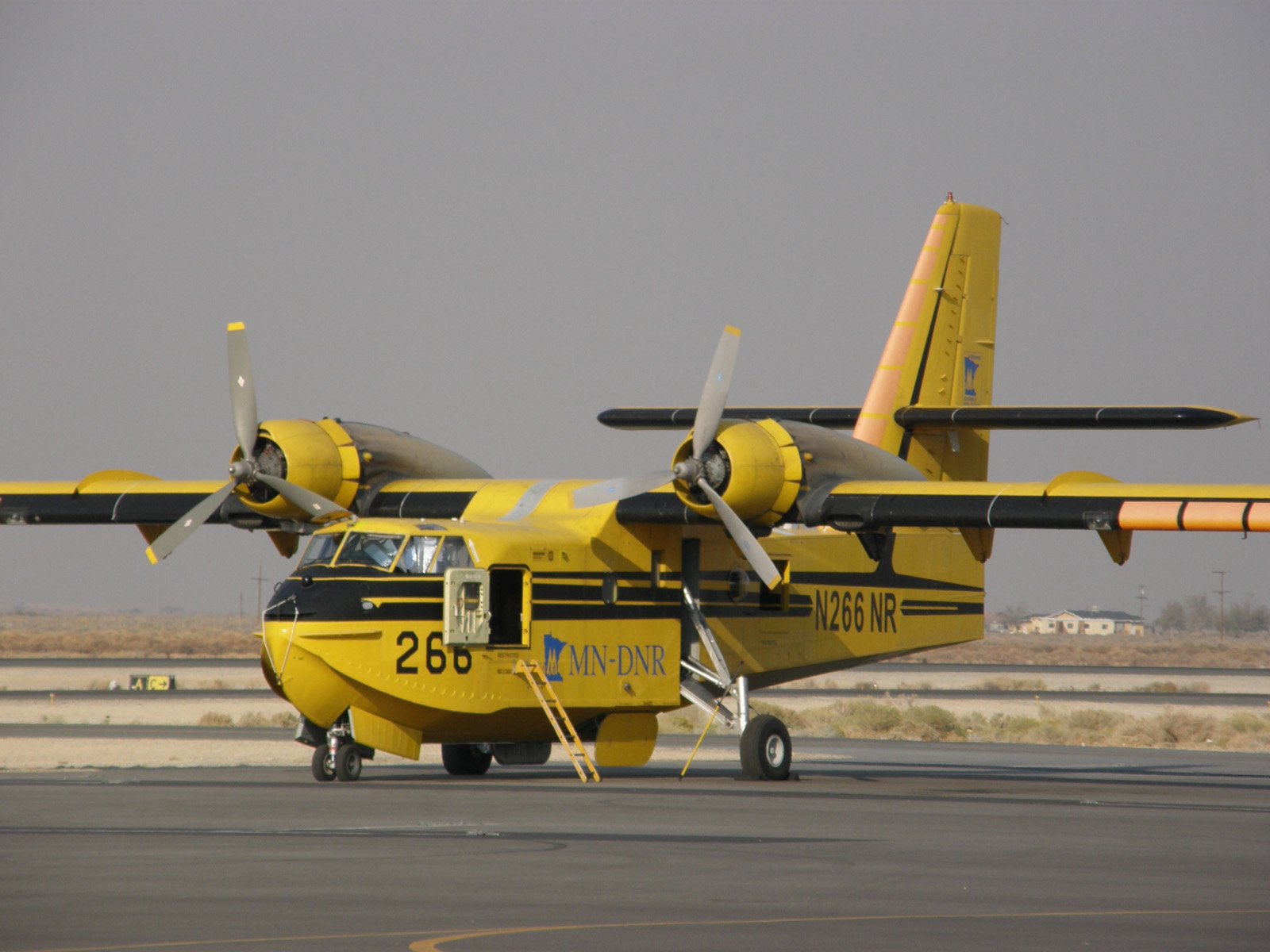
CL-215 Super Scooper

Super Scooper ist der Spitzname für eine Reihe von amphibischen Löschflugzeugen, die von Canadair und Bombardier gebaut wurden. Die drei als „Super Scoopers“ bekannten Flugzeuge sind die Canadair CL-215, die CL-215T sowie die Bombardier 415 Turboprop.
Die Flugzeuge fliegen mit hoher Geschwindigkeit (ungefähr 100 Meilen pro Stunde) direkt über der Oberfläche eines Sees oder Reservoirs und schöpfen reichlich Wasser. In nur 12 Sekunden kann das Flugzeug 1600 Gallonen (etwa 6000 Liter) Wasser aufnehmen und anschließend auf ein nahegelegenes Feuer fallen lassen. Diese Aufnahmefähigkeit vermeidet die Notwendigkeit, zu einer Wassertankstelle zurückkehren zu müssen, die eventuell weit entfernt ist. Der Pilot muss für das Bedienen eines Wasserflugzeugs zertifiziert sein, um sicherzustellen, dass die Bedingungen für das Schöpfen unbedenklich sind. 
Diese Flugzeuge werden zwar hauptsächlich zur Bekämpfung von Waldbränden in Kanada eingesetzt, aber auch von Feuerwehren in den USA geleast. Sie werden auch von mehreren Betreibern in Ländern der ganzen Welt geflogen, etwa in Kroatien, Griechenland, Spanien oder Frankreich. 